# Cuauhtémoc Salgado Romero
Cuauhtémoc Salgado Romero (Ciudad Altamirano, Guerrero, 1 de marzo de 1965) es Abogado por la  Universidad Autónoma del Estado de México,  político mexicano miembro del Partido Revolucionario Institucional,  ha sido diputado Federal y Local; actualmente es el presidente del PRI en su estado.
Nació en Ciudad Altamirano, municipio ubicado en la zona de La Tierra Caliente en el estado de Guerrero donde estudió la primaria y principios de secundaria, mismos que continuó en Coyuca de Catalán, ubicado a tres kilómetros de su hogar.
Concluyó la preparatoria en la escuela Francisco Javier Clavijero, en el estado de Veracruz. Se trasladó a Toluca para iniciar su formación como abogado en la Universidad Autónoma del Estado de México. Al concluir sus estudios comenzó a trabajar en gobierno, hasta convertirse Secretario Auxiliar encargado de la Coordinación de Audiencias del Gobierno del Estado de México.
Regresó a Guerrero a ocupar la Coordinación Ejecutiva del Sector Popular en el PRI; en 1997 fue diputado federal propietario por el distrito 1 en la  LVII Legislatura del Congreso de la Unión de México. En el 2000, al terminar su periodo como diputado, asumió el cargo de director general del Consejo Nacional de Educación Profesional Técnica (CONALEP) y en 2002 fue diputado local propietario en la LVII Legislatura del Congreso Local de Guerrero, en la que se convirtió en el presidente de la Comisión de Justicia.
Dedicó tres años a la iniciativa privada, en la que se desempeñó como productor ganadero del Rancho La esperanza. En las elecciones de 2009 fue el candidato con mayor número de votos del estado de Guerrero, convirtiéndose en diputado federal propietario del distrito 1 en la LXI Legislatura del Congreso de la Unión de México en el que fungió como coordinador de los diputados federales de su estado y como secretario de la comisión de Infraestructura y Carreteras.
En 2012 fue designado como delegado con funciones de presidente del PRI en Guerrero, cargo que fue ratificado un año más tarde al convertirse en Presidente del Comité Directivo Estatal del partido, cargo que ocupó hasta el 2015.